# Segundo Consistório Ordinário Público de 1853

## Cardeais Eleitores
| Nº                 | País               | Nome               | Idade              | Cargo                         | Título ou Diaconia                                |
| Cardeais eleitores | Cardeais eleitores | Cardeais eleitores | Cardeais eleitores | Cardeais eleitores            | Cardeais eleitores                                |
| ------------------ | ------------------ | ------------------ | ------------------ | ----------------------------- | ------------------------------------------------- |
| 1                  | Itália             | Gioacchino Pecci   | 43                 | Bispo de Perúgia              | Cardeal-presbítero de São Crisógono               |
| In Pectore         |                    |                    |                    |                               |                                                   |
| 2                  | Itália             | Camillo di Pietro  | 47                 | Núncio apostólico na Portugal | Revelado no Consistório Ordinário Público de 1856 |

## Link Externo
- «Catholic Hierarchy» (em inglês)